# Jessica Cauffiel
Jessica Cauffiel (Detroit, Míchigan; 30 de marzo de 1976) es una actriz y cantante estadounidense. Conocida por su papel en ¿Y dónde están las rubias? y Una rubia muy legal.

## Biografía
Jessica Cauffiel es hija de una trabajadora social y de Lowell Cauffield, un escritor y productor americano .
Estudió Arte en la Universidad de Míchigan, especializándose en Música.
En el año 2011 produjo y escribió el guion del documental “The Original Mind” (2011), sobre Nicholas Kristen Honshin.
En el 2018 también produjo y escribió el documental “Master” (2018), película sobre un maestro del Qi Gong.

## Filmografía
| Año       | Programa                              | Personaje                                                |
| --------- | ------------------------------------- | -------------------------------------------------------- |
| 1992      | Sister Act 2: Back in the Habit       | Cantante del coro (película)                             |
| 1998      | Law & Order                           | Kelly (1 episodio)                                       |
| 1998      | Guiding Light                         | Papel desconocido                                        |
| 1999      | Stark Raving Mad                      | Maddie Keller (piloto; remplazada por Heather Paige Kent |
| 1999      | Frasier                               | Kit (2 episodios)                                        |
| 1999      | The Out-of-Towners                    | Susan Clark (película)                                   |
| 2000      | Urban Legends: Final Cut              | Sandra Petruzzi (película)                               |
| 2000      | Road Trip                             | Tiffany equivocada (película)                            |
| 2001      | Una rubia muy legal                   | Margot (película)                                        |
| 2001      | Un san Valentín de muerte             | Lily Voight (película)                                   |
| 2002      | You Stupid Man                        | Diane (película)                                         |
| 2002-2003 | The Drew Carey Show                   | Milan (6 episodios)                                      |
| 2003      | Legally Blonde 2: Red, White & Blonde | Margot (película)                                        |
| 2003      | Stuck on You                          | Chica en el bar (película)                               |
| 2004      | D.E.B.S.                              | Ninotchka Kaprova (película)                             |
| 2004      | White Chicks                          | Tori (película)                                          |
| 2005      | The World's Fastest Indian            | Wendy (película)                                         |
| 2005      | Guess Who                             | Polly (película)                                         |
| 2005      | Cuts                                  | Missy Drubman (1 episodio)                               |
| 2006      | Hoot                                  | Kimberly (película)                                      |
| 2006-2007 | Me llamo Earl                         | Tatiana (3 episodios)                                    |
| 2009      | Ice Dreams                            | Amy Clayton (película para TV)                           |
| 2009      | Bed Ridden                            | Kai (película)                                           |